# حملة الحبشة
الحملة المصرية على الحبشة أو الحرب المصرية الإثيوبية، هو صراع بين الخديوي إسماعيل والإمبراطور يوحنس الرابع إمبراطور الحبشة (إثيوبيا حاليا)، في الفترة بين 1868 إلى 1876. وتضمنت الحملة معركتين؛ جوندت في 16 نوفمبر 1875 وجورا في 7-9 مارس 1876. وانتهى الصراع بانتصار إثيوبيا.

## مقدمة حرب الحبشة
1874 - 1876
الخديوي إسماعيل حاكم مصر
الإمبراطور يوحنس الرابع امبراطور الحبشة أو إثيوبيا.
في ديسمبر 1874 قام منزينجر باشا السويسري بقيادة فرقة من الجيش المصري (1200 جندي) التي تقدمت من كسلا عبر إقليم الدنـاقـل إلى كيرين داخل إثيوبيا. وما أن اعترضت إثيوبيا حتي انسحبت الفرقة المصرية تاركة خلفها حامية صغيرة لحماية الكنيسة الكاثوليكية بالبلدة.
كولونل آرندوب من القادة الكونفدراليين المدحورين في الحرب الأهلية الأمريكية التي وضعت أوزارها قبل تسع سنوات.
عين الإمبراطور يوحنا الرابع الكولونل كيركهام من بريطانيا قائدا للقوات الإثيوبية المقاتلة للجيش المصري.

## مقدمة الحرب
لما كان يوحنس الرابع لا يستطيع أن يشن حربا كبيرة ضد مصر في ذلك الوقت بسبب الاضطرابات والثورات التي قامت ضده، إذ أن حكمه لم يكن قد استقر بعد، هذا بالإضافة إلى تخلي الدول الأوروبية عنه، لذلك فقد اثار عن طريق كيركهام مسألة عدم وجود ميناء لإثيوبيا ومدى احتياجها إليه. وأوضح لبريطانيا أن المصريين بتحكمهم في الساحل الأفريقي للبحر الأحمر، يتحكمون في تجارة إثيوبيا عن طريق مضاعفة الرسوم عن البضائع مما يضاعف أثمانها في الأسواق الإثيوبية، كما أنهم يمنعون اتصال إثيوبيا بالخارج وهذا يحرمها من تحقيق التقدم والازدهار.
وقد أدى ذلك إلى توسط القنصل البريطاني في مصر لدى الحكومة المصرية. واقترح إلغاء الضرائب الجمركية بين مصر وإثيوبيا مما يسمح للأخيرة بالتجارة الحرة مع العالم الخارجي، وقد وعده أراكل نوبار بعرض اقتراحه هذا على الخديوي. وانتهت الأمور بأن عرض الخديوي على مبعوث يوحنا الذي لم يكن قد غادر مصر بعد، أنه على استعداد لعقد اتفاق تجاري مع إثيوبيا ينظم الضرائب الجمركية.
غير أن هذا لم يرض يوحنا الذي كان يهدف من وراء حصوله على ميناء على البحر الأحمر إلى تسهيل استيراده للأسلحة والذخيرة التي تساعده ضد الثائرين عليه. ولقد اعتقد يوحنا أن توريط بريطانيا عن طريق غير مباشر، قد يساعده في الحصول على هذا الميناء. لذلك فقد كانت الحركة المضادة منه ازاء توسع المصريين، أن أنشأ ولاية جديدة ملاصقة للحدود المصرية، بل ضم غليها بعض الأجزاء الخاضعة لمصر. وعين عليها كيركهام، وسميت بولاية جندا، وكانت تشمل على مقاعد جيندا. ومنطقة واسعة تشمل الحافة الشمالية الشرقية من الهضبة الإثيوبية، وتضم الساحل الممتد من شمال خليج انسلي في الشمال إلى خليج أمفيلا وسوهو في الجنوب. وتضم ميناء زيلع المصري والقبائل النازلة حوله. وقد منح يوحنا هذه الولاية الحكم الذاتي. فرفع كيركهام العلم البريطاني عليها في ديسمبر 1874 وادعى انها منطقة محايدة لا تدخل في الصراع الدائر بين مصر وإثيوبيا. وبالتالي فان ما يطالب به يوحنا من ميناء فهو لهذه المنطقة المحايدة واعتقد يوحنا أنه بتعيين كيركهام عليها، أن بريطانيا ستسارع بفرض حمايتها عليها وعلى أتباعها، وتسعى لتحقيق ميناء خارجي لها. فيستفيد هو من ذلك غير أن بريطانيا رفضت طلب كيركهام بوضع هذه الولاية تحت حمايتها. غير أن قنصل فرنسا في مصوع سارزك وعد الجنرال الإنجليزي بالحصول على الحماية الفرنسية له شخصيا.
وقد بدأ كيركهام يطالب أهالي زولا وجيندا وأمفيلا وملاحة أسالة بدفع الضرائب له بموجب فرمان أظهره لهم صادر من سوحنا اليه يخوله بحكم هذه المنطقة وتحصيل الضرائب منها. وكانت مصر تحصل الضرائب من هذه المناطق المطلة على الساحل والغريبة منه منذ أن حصلت على مصوع من الباب العالي وكذلك ملاحة اسالة وهي من ضمن اراضي الدناكل التابعة لحكوة م مصوع. وكان الإثيوبيون من قبل ذلك لا يحصلون على اية ضرائب من هذه الأماكن. وقد أدركت مصر محاولات يوحنا هذه للحصول على مياء على البحر الأحمر، وبالتالي يسهل له الحصول على الأسلحة اللازمة له فيشدد غاراته على الحدود المصرية. لذلك احكمت مصر رقابتها على سواحل البحر الأحمر لمنع دخول الأسلحة بجميع أنواعها إلى إثيوبيا حتى ولو كانت للصيد. وامتدت هذه الرقابة حتى جمرك السويس والإسكندرية. ولم يكتف إسماعيل بمنع السلاح بل حاول منع اتصال يوحنا بالدول الاجنبية على آية صورة كانت، وذلك خوفا من تدخل هذه الدول فيما يحدث من صراع الحدود بين الدولتين، وكان يوحنا ينتهز فرصة وجود الرحالة الأجانب في بلاده فيبلغهم بمتاعبه مع مصر.
كذلك شجع إسماعيل على التمرد ضد يوحنا، بجلب المتمردين إليه فوافق على تعيين منزنجر لاثنين من كبار أعداء يوحنا معه، كما تبع هذه السياسة مع باقي الرؤوس الثائرين على يوحنا في غرب ووسط وجنوب إثيوبيا. فكانت ترسل اليهم الهدايا. وقد اثار هذا الإجراء جانب إسماعيل، غضب يوحنا على أنه نجح في اخضاعهم وضمهم إلهي بجنودهم واسلحتهم حتى تجمع له جيوش ضخمة أثارت مخاوف المصريين، مما جعل مدير عموم قبلي السودان يطلب من مصر امدادات عسكرية، واعلنت حالة الطوارئ على الحدود ازاء تحركات يوحنا بجنوده الضخمة هذه، غير أن يوحنا لم يهجم على الحدود المصرية في ذلك الوقت.
ومع أن يوحنا استطاع أن يخضع كل الرؤوس الخارجة عنه تقريبا، إلا أن منليك استطاع بدهائه أن يفلت من الخضوع ليوحنا، بالرسالة أحد رجال الدين في شموا ومعه مبلغ كبير من المال مؤكدا ولاءه له. وكان منليك في ذلك الوقت يبحث عن قوة تساعده ضد يوحنا، كما أن مصر كانت تسير على سياستها في جذب المناوئين لحكم الإمبراطور، لذلك فقد تقابل الرفان معا، وكانت البداية عندما استولت مصر على بوجوس، فقد ذهب أحد كبار الإثيوبيين إلى منليك ونصحه بالتعاون مع المصريين لمصلحته، فاتجه منليك إلى أبناء الشيخ أبو بكر باشا حاكم زيلع وأوفده إلى مصر لاقتراح نوع من التحالف مع الخديوي ضد يوحنا الذي رحب بتقوية علاقات مصر مع شوا حتى لا ينضم ملك شوا مع يوحنا ضد مصر. وحاول منليك أن يحصل من مصر على بعض الحرفيين والفنيين لتمدين بلاده. غير أن ذلك لم يتم بالرغم من استمرار الاتصالات بين مصر وشوا، كما أن إسماعيل لم يستثن منليك من حظر السلاح الذي فرضه على إثيوبيا في ذلك الوقت.
والواقع أننا لو قيمنا سياسة الخديوي إسماعيل بشأن تحريض رؤوس إثيوبيا ضد امبراطورهم نجد أنه اكتفى بالتأييد المعنوي فقط أي بتشجيعهم على الخروج عن طريق الرسائل والهدايا وليس عن طريق مدهم بالسلاح الخبرة الحربية، بل طبق عليهم ما طبق على يوحنا فيما يتعلق بحظر السلاح عليهم وربما فعل إسماعيل ذلك خوفا من أن يدعي أحد الرؤوس تمرده، وبالتالي يحصل على السلاح فيستفيد به يوحنا. غير أن ذلك يوضح بجلاء أن إسماعيل لم يستطيع أن يصل بخطته هذه إلى صورتها المنشودة، واستخدامها الاستخدام الأمثل ضد يوحنا. وربما كان السبب في ذلك أنه لم يعول علهيا كثيرا وبالتالي لم يفكر فيها، أو لانشغاله في مد سلطته ونفوذه على سائر مواني البحر الأحمر والقرن الأفريقي، زيلع وبربرة وهرر، وربما للعنجهية التركية وثقته الزائدة في جيشه وفي نفسه واعتقاده أن إثيوبيا دولة همجية من السهل غزوها ولا داعي للدراسة والبحث والتخطيط.
وقد أدت سياسة التوسع التي اتبعها إسماعيل في شرقي أفريقيا، إلى زيادة التوتر بين مصر وأثيوبيا، فقد شعر يوحنا بأن المصريين قد حاصروا بلاده من جميع الجهات، فبدأ يستعد للحرب مع المصريين، فأخذ يحث جيوشه، ويحصن عاصمته عدوة. وكان يوضح لكل من يتوجه إليه أنه قصد ضرب القوات المصرية الموجودة على الحدود، وقد تأكد منزنجر بنفسه من استعداد يوحنا الحربي وأرسل إلى القاهرة يخبرها بمدى خوف الأهالي في هذه المناطق من استعدادات يوحنا الحربية.
ولذلك فقد بدأت مصر ترسل الإمدادات العسكرية، كما طلبت من حاكمها في شرقي السودان حماية الأهالي وصيانة شرف الحكومة. وبالرغم من حالة التأخب هذه، فإن يوحنا لم يهاجم الحدود المصرية ولم يعلن الحرب على المصريين وربما يعود ذلك للحالة المضطربة التي كانت تعم بلاده وخاف أن يبدأ هو بالهجوم على مصر، فينتج عن ذلك ازدياد التوترات ضده مما يهدد حكمه. لذلك آثر أن يدفع المصريين أن يبدأوا بالهجوم حتى يستغله في اثارة النصرة الدينية والقومية عند المسيحيين الأثيوبيين ضد اعتداء المصريين على بلادهم. وهذا ما حدث بالفعل بعد ذلك.
بالإضافة إلى ذلك، فربما كان يوحنا يعلم بما كانت تعانيه مصر من أزمة مالية حادة، وبالتالي فان حشد هذه القوات وما يتطلبه من مصروفات باهظة يؤدي إلى استنزاف مقدرتها، فلا تستطيع أن تفكر في محاربته مادام هو لا يهاجم الحدود وبالتالي تستمر عملية الاستنزاف هذه. كذلك ربما كان يوحنا يدرك أن استمرار حشد هذه القوات الضخمة بدون قتال ينال من روح الجنود المعنوية ويفقدهم بذلك القدرة القتالية، وبذلك يمكنه هزيمتهم بسهولة. ومما يؤكد ذلك أن أحد قواد يوحنا وهو الراس قبرو حاكم الحماسين أرسل إلى منزنجر يطلب الصلح، ولكن الأخير رفض ذلك لأنه ليس صادرا من يوحنا إلى الخديوي. كما أن إسماعيل وافق على اقتراح منزنجر بارسال رسالة إلى يوحنا تكون من طرفه، لا من طرف الخديوي، الذي أشار عليه بأن تتضمن رسالته هذه عن خدف يوحنا من تحركات جيوشه وحشدها وما بيغيه منها. ويدعوه إلى الرجوع بما معه من جنود إلى داخل حدوده. وانه إذا رفض فان مصر ستدافع عن حدودها بالرغم من أنها لا تريد الهجوم على إثيوبيا وانما ضد المغيرين الإثيوبيين على حدودها.
على أن هذه الرسالة بالرغم من أن منزنجر أرسلها، إلا أنها لم تصل إلى يوحنا نتيجة خطأ من أراكيل بك حاكم مصوع، الذي سلمه رسالة تخص منليك وتتعلق برد الحكومة المرية على ما يطلبه من الفنيين والحرفيين لتمدين مملكة شوا، كذلك أشار على منزنجر أن يعمل على تحريض منليك على يوحنا حتى تقوم الحرب بينهما، وذلك بهدف استنزاف قوة يوحنا العسكرية. على أن الحكومة المصرية استمرت في إرسال قواتها إلى مناطق الحدود وبالذات في بوجوس لأنها كانت السبب في تدهور العلاقات مع إثيوبيا. وبالتالي فهي هدف يوحنا الأول.
واستمر يوحنا في حشد قواته وتدريبها على الأسلحة التي تركها له نابيير وذلك بهدف تدعييم الاعتقاد لدى مصر بأنه سوف يشن الحرب ضدها، وبذلك تستمر حالة الطوارئ في القوات المصرية وما يتبعها من زيادة المصروفات، كما استولى على مداخل الطرق المؤدية إلى داخل بلاده القريبة من الحدود المصرية وحشد فيها قواته وذلك لاجبار مصر على اعلان الحرب أو على الاقل استمرارها في اعلان الطوارئ بين قواتها وبالتالي يكون ضررها عظيما على الحكومة المصرية. كما بدأت يمهد الطرق ويصلحها وبالذات الطرق التي تربط عاصمته بكل من الحماسين والمناطق المجاورة لحدود مصوع وجندر في الجنوب وذلك لمساعتده على الانسحاب في حالة الهزيمة أو لضرب مناوئيه بسرعة بعد انتهائه من الانتصار على المصريين. هذا بالإضافة إلى أنه قام بشن غارات محدودة على الأهالي حتى يبث الفزع فيهم ويؤكد لهم أن حكومة مصر لا تملك القدرة على حمايتهم، وقد نتج عن ذلك ازدياد شكوى السكان من رعايا الحكومة المصرية القريبين من أراضي أثيوبيا.
بالرغم من تخلي تيودور عن فكرة غزو السودان ومصر، إلا أن ذلك لم ينتج عنه هدوء الحال في الحدود السودانية الأثيوبية، فقد ظلت مضطربة بسبب تهرب القبائل النازلة في هذه المنطقة من دفع الضرائب. مما نتج عنه استمرار وقوع الاشتباكات بين مصر وأثيوبيا على طول الحدود الممتدة من المتاكة حتى القلابات وفازوغلي.
ولقد حافظ الخديوي إسماعيل في بداية عهده على السلام مع أثيوبيا، فطلب من حكمداره في السودان تجنب الاحتكاك والعمل على توطيد الأمن والسلام على طول الحدود بين البلدين، وتوطين الفارين الأثيوبيين على الحدود، معاملتهم معاملة حسنة فلا يطردهم أو يعيدهم إلى بلادهم، وهو بذلك لا يحاول أن يزيد من مشاكل تيودور الداخلية، بل يوطد حكمه بطريقة غير مباشرة، كما أنه عدل نهائيا في هذه الفترة من حكمه عن ارسالة أية قوات عسكرية إلى إثيوبيا لقتال شعبها، حتى تسمح ظروفه أو الظروف الدولية بذلك. ومعنى هذا أن إسماعيل كان ينوي غزو أثيوبيا، ولكنه في بداية حكمه حافظ على السلام لدرجة أنه كان يقبل الفارين الأثيوبيين ولا يحاول استغلالهم ضد تيودور الثاني.
ومع ذلك استمرت الاضطرابات على الحدود يدعمها ويزيدها حكام الحدود الأثيوبية. وقد شهد إقليم التكاة العديد من غارات دجاج هايلو حاكم إقليم الحماسين وولدمراج حاكم عدى – أبو Adi – Abu لدرجة أن إسماعيل أصدر أوامره إلى وكيل حكمدار السودان جعفر مظهر أن يهتم بنقطة كوفين الواقعة شرقي كسلا، ويقيم بها حامية حربية قوية تحت رياسة أحد كبار الموظفين ممن لهم خبرة بالإدارة لتكون بمثابة درع يقي الأهالي من هذه الغارات. كما نجح الحكمدار من أن يقيم اتحادا بين قبائل الحدود في إقليم التاكة ضد غارات الأثيوبيين. وبالفعل فمن طريق تدعيم كوفييت حربيا وتكوين هذا الحلف، توقفت غارات الأثيوبيين ولم تتكررد إلا في عهد يوحنا الرابع. وبذلك هدأت المنطقة إلى حين. كذلك استطاع موسى حمدي هزيمة أولاد الملك نمر، وأسر أعداد كبيرة منهم، ومن تبقى منهم قضى عليهم جوباز المناوئ لحكم الامبارطور تيودور، بسبب حنقه عليهم، لعدم مساعدتهم إيها ضد تيودور، وهكذا انتهت مشكلة الملك نمر وأولاده.

## حملة بيسون
كانت نتيجة الإضرابات في الحدود في منطقة إقليم التاكة وبوجوس، أن رحبت مصر باقتراح الكونت بيسون Count Bisson ربما بقصد إنشاء دولة حاجزة في هذه المنطقة مثلما فعلت أثيوبيا عندما تبنت الملك نمر وأولاده، حتى يحين الظرف المناسب ليغزو إسماعيل أثيوبيا. وإذا لم يكن هذا مبررا لحملة بيسون هذه فما هو الواقع وراء قبول إسماعيل لها، وهو لا يعلم شيئا عنه سوى ما عرضه بيسون نفسه من اقامة مزرعة كبيرة لزراعة القطن تحميها مصر.
وصل بيسون إلى مصر في سبتمبر سنة 1863، وأخبر إسماعيل بأنه ينوي القيام بمشروع زراعي صناعي في السودان الشرقي بالقرب من حدود أثيوبيا، وكان هناك اعتقاد بأن بيسون يقوم أيضا بمهمة سياسية. وهي الإفراج عن القنصل الفرنسي ليجيان الذي قيل أن تيودور قبض عليه، وقد وافق إسماعيل على سفر بيسون وأتباعه إلى حدود أثيوبيا عن طريق مصر والسودان.
والواقع أن إسماعيل لم يوافق على مشروع بيسون الا بعد أن أعلن في مصر هدفه الحربي، وهو اقامة مركز حربي على حدود السودان مع أثيوبيا، وقدمت مصر له المساعدات الفعالة وأمر إسماعيل حكمداره في السودان بضرورة تقديم العون الكامل لبيسون وتاييده في حالة حربه مع أثيوبيا. وكان إسماعيل يعتقد أن تأييده لبيسون خدمة تنتقم بها فرنسا من تيودور الذي قبض على قنصلها وأهانه. ومما يؤكد ذلك أنه عدل عن أوامره، عندما أنكرت فرنسا صلتها به، فأمر حكمداره بأن لا يصحبه إلى الحدود الأثيوبية ولا يسمح له بقامة تحصينات قريبة من الحدود، وفي حالة اغارته على أثيوبيا يقدم له الذخيرة فقط دون الجنود، أو بعبارة أخرى تتحول هذه المنطقة – منطقة بيسون – إلى منطقة حاجزة تخفف من اعتداءات الأثيوببين على حدود السودان. وكان السبب في تحول إسماعيل هذا هو خوفه من أن تتهمه الدول الاوربية بأنه يعمل على التحرش بأثيوبيا ومحاربتها بعد اعلان فرنسا تخليها عن بيسون، وكان إسماعيل لا يرغب في ذلك في بداية عهده. وعليه فقد أمر حكمداره في السودان باحتجازه في الخرطوم أطول فترة ممكنة إلى حين صدور تعليمات أخرى، وربما كان ذلك لمعرفة رد الفعل لوجوده عند بريطانيا والنتائج التي قد تترتب على ذلك فيما بعد.
وبوصول بيسون وجماعته إلى السودان – بدأت تنكشف حقيقته، فادعى أن الحكومة المصرية وعدته بالقيام على رأس حملة ضد إثيوبيا يتولى قيادتها. وأنها أسندت إليه الاشراف على الأعمال الحربية في جميع أنحاء السودان. وأشار على موسى حمدي أن يبعث إلى مصر باقتراح فتح أثيوبيا في العام التالي سنة 1864، على أن يبدأ هو بتدريب القوات المصرية طبقا للأسلوب الفرنسي، وأوضح له أن ظروف غزو أثيوبيا قد أصبحت مهيئة بفضل البعثة التبشيرية الكاثوليكية، التي أرسل رئيسها إلى الأب ستيللا في بوجوس برسالة ذكر فيها أنه اتفق مع سكان تيجري على القيام بثورة ضد تيودور، وذكر بيسون أنه يعلق الآمال على الجيش الفرنسي فيما إذا أحجمت مصر عن غزو أثيوبيا. فان فرنسا سوف تقوم به. واضاف أن إنجلترا تعارض غزو مصر لأثيوبيا. وقد سببت تصريحات بيسون هذه ارتباكات شديدة للحكمدار، الذي لم يكن يعرف شيئا مؤكدا عن حقيقة أمرها فارسل إلى القاهرة يستوضح كنه هذه الحملة والغرض منها وأهدافها.
ويتضح مما سبق مدى تورط الارسالية الكاثوليكية في بوجوس في هذا الموضوع وكان سبب وجود الارسالية التبشيرية الكاثوليكية في هذه المنطقة، هو افتقادها الأمان الديني والسياسية في تيجري. مما دفعها إلى الاتجاه شمالا والاستقرار في بوجوس وقاد الارسالية إلى منطقتها الجديدة هذه كل من سابيتو وستيلا وذلك في سنة 1852، حيث نقلوا مركز الارسالية من عدوة إلى أكلاجوزيه Akakal Gusay. وبدأت الارسالية تمارس نشاطها التبشيري وتدعم وجودها بإنشاء كنيسة أثيوبية كاثوليكية بعيدة عن التيارات السياسية التي كانت موجودة في أثيوبيا في ذلك الوقت.
وظلت هذه الارسالية في حمى أوبي ونيجوسي من بعده وكانت فرنسا تؤيد الأخير وتعترف به امبراطورا على أثيوبيا بدلا من تيودور. غير أن الأخير استطاع أن يقضي عليه ويقتله، وبذلك فقدت الارسالية الكاثوليكية حاميها وقضي على أحلامها بالعودة إلى أثيوبيا. لأن تيودور كان لا يسمح بممارسة نشاطها التبشيري في بلاده. وازاء ذلك كان لابد للارسالية أن تبحث عن قوة تساندها في التخلص من تيودور ويساعدها في العودة إلى أثيوبيا. ولهذا فليس من المستبعد أن تقف وراء الكونت بيسون الفرنسي الكاثوليكي. وأن تستغل رغبة مصر القديمة، وتحثها من جديد على غزو أثيوبيا. فتنشب الحرب بين البلدين، وقد ينتج عنها التخلص من تيودور أو اضعافه، وبالتالي يسهل عليها العودة إلى أثيوبيا والمعروف أن النفوذ الفرنسي كان سائدا في مصر في عهدي سعيد وإسماعيل من بعده وبالتالي فان نسبة نجاح هذه الخطة كانت كبيرة.
وقد اهتمت بريطانيا بأنباء هذه الحملة (حملة بيسون) عندما علمت بها وأمرت قنصلها العام في مصر مستر كولكهون بالتحري عنها عندما طلبت من سفيرها في فرنسا الاتصال بالخارجية الفرنسية بهذا الخصوص. وقد أنكرت الخارجية الفرنسية معرفتها ببيسون، بل قالت أن الإمبراطور الفرنسي لا يعلم عنه شيئا، أما القنصل الانلجيزي في صمر، فقد قابل الخديو وأخبره بأن حكومة بريطانيا لا تسمح بأي اعتداء على أثيوبيا أو تأييد الكونت بيسون لنفس الغرض، وبالفعل أرسلت الحكومة المصرية تعليماتها إلى حكمدارها في السودان بألا يقدم له أي مساعدات ويعامله كأي سائح عادي ولا يقيم وزنا لما يدعيه لنفسه، وفي حالة مطاردة الأثيوببين له في داخل الحدود المصرية عليه أن يطردهم بالقوة، ويعمل على اضعاف قوة الاب ستيلا بفض أنصاره من حوله، وأكدت له حكومة مصر عدم النية في غزو أثيوبيا، ولكنها ستوالي إرسال الأسلحة والجنود إليه للمحافظة على الحدود وتوطين الأمن.
أما بيسون فقد وصل إلى كسلا، والتقي بالأب ستيلا الذي عرض عليه محاربة أثيوبيا والقضاء على حكم تيودور بواسطة القوات المصرية، وعليه فقد حصل بيسون على سهل ستث، وهو جزء من بوجوس على الحدود مع تيجري عن طريق الحصول على تنازلات من الأهالي، ثم استمر بعد ذلك في الحاق باقي إقليم بوجوس والاستعداد، لارسال حملات إلى داخل المناطق المجاورة له لكي يستولي على الماشية والعمال. وأراد أن يورط السلطات المصرية مع أثيوبيا بأن أرسل إلى حكمدار السودان مهولا له من شأن الخطر على السودان من جيش أثيوبيا. وأن الإمبراطور يحشده ليخترق الحدود السودانية. ولذلك يجب عليه أن يستعد لما سيترتب على ذلك من نتائج وقد أثارت أعمال بيسون هذه الإدارة المصرية في السودان التي توقعت أن استمرار وجوده على الحدود سوف يعجل بالحرب بين مصر وإثيوبيا. ومما أيد ذلك أن بيسون عدل عن الذهاب إلى مستعمرته المقترحة بناء على نصيحة الأب ستيلا بالبقاء في نقطة كوفيت شرقي كسلا لقربها من الحدود الأثيوبية ولأنها من الأملاك المصرية. مما يضمن استمرار ضيافة مصر له كما أنه يستطيع القيام بحملاته الحربية على أثيوبيا، وبالتالي يورط موسى حمدي فيضطر إلى التدخل. وبذلك يحقق الاب ستيلا هدفين أولهما الحرب بين مصر وأثيوبيا وزعزعة حكم تيودور ثم ابعاد بيسون عن بوجوس مقر الارسالية الكاثوليكية حتى لا تجلب في المشاكل ويعرضها للخطر إذا قام تيودور بصد بيسون، وبالتالي يعرف دورها فيطردها ويعرف الأهالي حقيقة دور الارسالية في هذا الموضوع فينصرفون عنها.
غير أن حملة بيسون هذه لم تنجح، وذلك لعدم تعاون الإدارة المصرية في السودان معه تنفيذا لأوامر إسماعيل باشا التي أرسلها إلى حكمداره موسى حمدي كما رفض الجنود الذين أرسلوا من قبل الحراسة القيام ببناء الاستحكامات بعد أن هجره العمال بسبب عدم دفعه لأجورهم، بل انه سحب هؤلاء الجنود وترك بيسون دون حراسة، ولم يأبه مدير التاكة لشكواه، ووضعه تحت المراقبة الدقيقة وأخذ يضيق عليه الخناق حتى تخلى عنه بعض المتعاقدين معه، كما أن قبائل المنطقة أعلنت معارضتها له حينما وجدت السلطات المصرية لا تؤيده. كل هذه العوامل دفعت بيسون إلى التخلي عن مشروعه والعودة في صيف سنة 1864 إلى مصر ثم الرحيل بعد ذلك إلى فرنسا.
ولم يكن لهذه الحملة من نتئاج هامة سوى أنها زادت من تدهور العلاقات بين مصر وأثيوبيا، وأثر هذا التدهور على العلاقات بين أثيوبيا وإنجلترا، فقد اعتقد الإمبراطور خطأ أن رحلة كاميرون إلى كسلا إنما هي للاتصال بأعدائه ومناوئيه ولمعاونتهم في غزو أثيوبيا والقضاء على حكمه. مما دفعه إلى القبض على كاميرون في 3 يناير سنة 1864، مع أن وصول بيسون إلى هذه المنطقة كان بعد هذا التاريخ، ورفضت مصر طلب مغامر آخر فرنسي كاثوليكي كان هدفه غزو أثيوبيا، وذلك حتى لا يؤول على أنه عمل عدائي استفززاي ضد تيودور، وهذا ما كانت تتجنبه مصر، وهكذا استفادت مصر من ذلك بأن أوضحت للعالم عامة وإنجلترا خاصة أنها لا تفكر في غزو أثيوبيا وأنها رفضت مساعدة بيسون وأمثاله، وارضاء لإنجلترا عندما طلب قنصلها من الحكومة المصرية ذلك.

## إسماعيل يضم مصوع وسواكن
كان إسماعيل يبغي التوسع، ولكن عندما تسمح ظروفه الداخلية والخارجية بذلك. وكان الدافع له ايقاف تجارة الرقيق. وحاجته إلى تدعيم مركز الإدارة المصرية في السودان. فالنسبة للظروف الخارجية، كان يعلم أن بريطانيا لن تسمح له بغزو أثيوبيا، كما أنه مشغولا بمشكلة كريت التي كلفه الباب العالي بها، لذلك فقد ركز جهده في تدعيم مركزه في السودان استعدادا لغزو أثيوبيا بعد ذلك، وعليه فقد تطلع إلى ضم سواكن ومصوع إلى حكمه، وذلك لأهميتهما في تحقيق أهدافه وأطماعه.
وكانت أهمية سواكن تتمثل في أنها المنفذ الوحيد لإقليم التاكة على البحر الأحمر، وبالتالي كانت أعظم مركز تخزين للغلال والبضائع من وإلى صعيد مصر، هذا بالإضافة إلى سرعة الاتصال بالسودان. أما مصوع فتنبع أهميتها من أن من يسيطر عليها يستطيع فرض سيادته على الساحل وإقليم سمهر الذي يسيطر على الطرق المؤدية إلى أثيوبيا، وبالتالي تستطيع مصر مراقبة تحركات القبائل المغيرة على الحدود السودانية، ومنها ترسل – في الوقت الملائم – قواتها لغزو أثيوبيا وهو ما حدث فعلا قيما بعد.
ولهذا فقد قرر إسماعيل ضم المينائين وفرض سيادته عليهما. فأرسل إلى الأستانة مذكرة برر فيها هذا قال فيها بأن الأجانب يحرضون القبائل التي تقطن بين مصوع وأثيوبيا وإقليم التاكة على الاستقلال والخروج على الإدارة المحلية – التركية وذلك تحت ستار الدين والمدنية. وقد يترتب على نجاحهم انتشار الفوضى والاضطرابات في المنطقة مما يؤدي إلى تدخل أثيوبيا فتستخدمهم لمصالحها ضد أملاك السلطان، أما إذا كانت هذه المنطقة خاضعة له، فإن ذلك يسهل انتقال مأموري التاكة إليهم وقيامهم بالمراقبة وتوطيد الأمن والقضاء على تجارة الرقيق التي قيل أن الدولة العثمانية تشجعها. وأشار إلى محاولات الارسالية الكاثوليكية لفرض الحماية الفرنسية على المنطقة وسكانها. واعتبر تدخل قنصل فرنسا في بوجوس وفرضه الحماية الفرنسية على قبائلها أمرا خطيرا قد يتحول إلى ايجاد علاقة له في المنطقة. ولذلك فان ضم هذين المينائين للإدارة المصرية يجنب هذه المنطقة من بعض المشاكل التي قد تنجم عن هذا التدخل الأجنبي فهيا.
كذلك برر إسماعيل طلبه هذا للدول الاوربية، أنه يرغب في القضاء على تجارة الرقيق في هذه المنطقة ولن يتم ذلك إلا بضم مصوع وسواكن للإدارة لامصرية التي تستطيع أن تحقق ذلك، وقد أوضح إسماعيل ذلك لسفير بريطانيا في تركيا هنري بولور أثناء زيارته لمصر. وكان لوساطة هذا السفير في تركيا أثر كبير في اتمام ضم سواكن ومصوع لمصر. وكان سبب هذه الوساطة، خوف بريطانيا من حصول فرنسا على موضع قدم في أي مكان على طول الساحل الأفريقي للبحر الأحمر بعد أن استولت على أوبوك خارج مضيق باب المندب. وكانت موافقة إنجلترا هذه نابعة من السياسة التي اتبعتها وهي الانسحاب بقدر الإمكان من الارتباطات والتحالفات مع أثيوبية. وربما كان لتوتر العلاقات الإثيوبية البريطانية بسبب سجن تيودور للقنصل الانلجيزي والمبشرين أثر في ذلك.
وقد أصدر الباب العالي قراره بالحاق سواكن ومصوع بالإدارة المصرية في السودان في مايو سنة 1865. وتسلمت مصر سواكن مباشرة بعد صدور هذا القرار أما مصوع فقد تأخر تسلمها بسبب ثورة الجند في التاكه (107)، ولم يتم تسلمها إلى في العام التالي أي في أبريل سنة 1866، واحتلها مصر كما احتلت أركيكو، ووضعت الحامية المصرية في المواقع التركية على طول الساحل الأفريقي للبحر الأحمر. وبنجاح إسماعيل في ضم هذين المينائين، أصبح في إمكانه الاستيلاء على إقليم بوجوس الذي يخترقه الطريق المباشر بين مصوع وكسلا، وطريق الجمال إلى إقليم هماسين. كذلك ضم إقليم الزنادقلي الخاضع لأثيوبيا والذي تصل حدوده إلى شمال غربي مصوع بنحو ستة أميال. هذا بالإضافة إلى أن مصوع تعتبر المنفذ الطبيعي لأثيوبيا ونافذتها على العالم الخارجي.
وبالطبع كانت بريطانيا تعرف مدى خطورة منح مصر سواكن ومصوع على العلاقات المصرية الأثيوبية وما يترتب عليها من تطورات ونتائج، ومع ذلك وافقت وتوسطت في ذلك إلى حد أن أحد الكتاب الإنجليز أوضح أن معنى احلال مصر محل تركيا في السيادة على أملاك الأخيرة على ساحل البحر الأحمر الأفريقي، مما يعنيه ضمنا أن أثيوبيا أيضا كانت تعتبر تابعة للدولة العثمانية، ومن ثم أصبحت خاضعة لمصر مع ملاحظة أن الأخيرة لم تكن بضعف تركيا، ومن ثم فقد تسعى لأن يكون هذا الخضوع حقيقة بالفعل لا بالقول وفحسب. وعلى أي حالة فان هذه هي السياسة التي صارت عليها برطانيا في التخلي تدريجيا عن أثيوبيا، كما أننا سنجد أن هناك تعاون بين مصر وإنجلترا قبل الحملة الإنجليزية على أثيوبيا وفي أثنائها.

## موقف مصر من الحملة الإنجليزية على أثيوبيا وأثره على العلاقات بين البلدين
اعتقد تيودور أن بريطانيا تتواطأ مع مصر على غزو بلاده لذلك قبض على قنصلها وعلى المبشرين البروتوستانت، مما أثر قلق الحكومة البريطانية على رعاياها حتى أنها خافت عليهم من الحشود المصرية على الحدود الأثيوبية السودانية. والتي كانت مصر قد أرسلتها عن طريق ميناء سواكن، بعد ضمه إليها – للحفاظ على الأمن والسلام داخل مقاطعات الحدود الخاضعة للإدارة المصرية في السودان. وكانت هناك شائعات تقول أن هذه القوات أرسلت لتضيف مناطق أخرى في هذه الجهات لمصر.
خافت بريطانيا من هذه الحشود على قنصلها ورعاياها أسرى تيودور من أن يؤكد ذلك اعتقاده بأن بريطانيا تؤيد مصر بل، وتعتزمان معا غزو البلاد. وكانت هناك شائعة تقول أن شركة إنجليزية ستنفذ مشروع مد خط حديدي من سواكن إلى كسلا لنقل هذه القوات المشتركة التي ستغزو أثيوبيا. وقد أدت هذه الشائعات إلى إعادة القيود على القنصل البريطاني والأسرى الآخرين. لذلك كانت بريطانيا تخشى من أية حركة معادية من جانب مصر تجاه أثيوبيا مما قد يهدد رعاياها بالخطر. وقد استجابت مصر لبريطانيا بل وتعاونت معها في تهدئة الأحوال على الحدود مع أثيوبيا فلم تنتهز فرصة أتيحت لها لضم تيجري إليها، فقد عرض جوباز حاكم لاستا المناوئ للإمبراطور تيودور وشعب تيجري ضمها لمصر إلا أنها رفضت لسببين أولهما أنها كانت مشغولة بحرب كريت ولم يكن لديها الإمكانيات الحربية لكي تناصر أحد المناوئين ضد الإمبراطور وتتحمل ما قد ينتج من ذلك من نتائج، وثانيهما أنها كانت تأخذ في الاعتبار خوف بريطانيا على حياة الرعايا وأن أية حركة معادية من جانب مصر قد ينتج عنها القضاء على هؤلاء الأسرى.
وبالرغم من حرص مصر هذا، فقد كان الإمبراطور تيودور يحاول التحرش بها فتحالف مع أحد زعماء دارفور (أحمد شنا)، على أ، يزحف على الخرطوم في الوقت الذي يزحف فيه أحمد شنا وحاكم جبل الداير على كردفان، ولكن هذه الخطة لم تنجح لأن تيودور انشغل بمقاومة الحملة الإنجليزية التي قضت عليها. وكان من حرص مصر على هدوء الأوضاع بينها وبين أثيوبيا، أنها لم تتخذ أي إجراء حربي أو معادي لتيودور، بل كل ما فعلته أن كلفت حكمدار السودان بأن يتحصص أحوالهم ويقف على حقيقة أمرهم ويوافي الخديوي بتفاصيل هذا الموضوع.
كذلك قدمت مصر بقدر استطاعتها، تسهيلات لكل المحاولات السلمية التي قامت بها بريطانيا لانقاذ قنصلها والمبشرين البرتوستنات وكانت الحكومة البريطانية قد بدأت تدرس الوسائل الواجب اتخاذها لإطلاقهم. وكان أمامها أحد طريقين، أما الجوء إلى القوة أو اتباع الطرق الدبلوماسية، فآثرت أولا استخدام الوسائل الدبلوماسية. فاختار ستانتون القنصل العام البريطاني في مصر مستر وليام جيفورد بلجراف مبعوثا إلى تيودور لكي يتفاوض معه بشأن إطلاق سراح الأسرى وذلك بعد أن طال انتظار رسام في مصوع واتصل بالحكومة المصرية التي اتخذت في الحال اجراءات هامة تتعلق برحلة بلجراف السريعة إلى أثيوبيا في النيل فوضعت باخرة تحت طلبه. وصدرت الأوامر إلى السلطات في أعالي البلاد بتسهيل هذه الرحلة حتى حدود أثيوبيا. غير أن ظهور هرمورد رسام في السويس وضع حدا لرحلة بلجراف. إذ كلف رسام مرة أخرى بالذهاب إلى مصوع.
وكانت الحكومة البريطانية قد كلفت رسام بالتفاوض مع تيودور بشأن إطلاق سلاح أسراه. وعندما وصل رسام إلى مصر مع زملائه، بعث بعدة رسائل إلى الإمبراطور يستأذنه في الدخول إلى بلاده. ولكن تيودور تجاهل هذه الرسائل مدة عام (يوليو 1864- أغسطس 1965) ثم سمح أخيرا له بالحضور إليه وحالت دون وصول رسام إلى الإمبراطور الثورة في تيجري. وموسم الأمطار في طريق كسلا القلابات. ولذلك كتب رسام إلى تيودور يستأذنه في الانتظار حتى ينتهي موسم الأمطار. وفي أثناء ذلك جاء رسام إلى مصر لاجراء الاتصالات التلغرافية مع لندن بشأن مهمته، ولشراء الهدايا النفيسة للإمبراطور، ثم عاد إلى مصوع ليبدأ رحلته إلى مقر الإمبراطور تيودور. غير أن رسام فشل في مفاوضاته مع الإمبراطور لاعتقاد الأخير أنه إذا أطلق سراحهم سيفقد الوسيلة التي يتصل عن طريقها مع الحكومة الإنجليزية.
وعندما فشلت الوسائل الدبلوماسية في الإفراج عن الأسرى، قررت بريطانيا استخدام القوة لتخليص رعاياها من أسر تيودور. فأصدرت أوامرها إلى حاكم عدن الكولونيل ميروزير ليتقصى أحوال أثيوبيا الداخلية ولدراسة الطرق التي تربط ساحل البحر الأحمر الأفريقي بالهضبة الأثيوبية، وبالفعل قام في يناير سنة 1867 بجولة في ساحل البحر الأحمر الأفريقي فمر بمصوع وطاف بساحل سمهر وخليج انسلي لتقصي أحوال أثيوبيا الداخلية ومعرفة الأماكن المناسبة لنزول قوات الحملة البريطانية التي تقرر ارسالها إلى أثيوبيا. ووقع اختيار ميروزير على طريق أمفيلا – عدوه.
ولقد أثار نشاط الإنجليز هذا على ساحل البحر الأحمر الأفريقي، شكوك حاكم مصوع المصري، الذي ارسل إلى القاهرة يخبرها بهذا النشاط، فكلفت حكمدارها في السودان جعفر مظهر باشا بالقيام بجولة تفتشية على طول ساحل البحر الأحمر حتى باب المندب. وبالفعل قام الحكمدار بهذه الجولة التفتيشية حيث وزع الهدايا والاعلام على شيوخ القبائل ودعاهم إلى الاعتراف بسيادة الحكومة المصرية. وقد وجد ترحيبا كبيرا منهم. ودعا جعفر مظهر في تقريره حكومة مصر إلى ضم أثيوبيا إليها منتهزة فرصة الفوضى الناشبة في أنحائها، وعدم تضامن رؤسائها مع امبراطورهم، وأنهم لن يقاوموا أي تغيير في الحكم، كما أن السكان النازلين بالقرب من الحدود المصرية متضامنون مع مصر ولذلك فإن فرص نجاح مصر في ضم أثيوبيا كبيرة موفقة. أي أن جعفر مظهر أراد أن تقوم مصر بالحرب بدلا من إنجلترا وذلك خوفا على السيادة المصرية على هذه المناطق.
كذلك فقد أثار قرار اعلان إنجلترا الحرب على الأثيوبيا اعتقاد بأن بريطانيا لن ترضى بمجرد انزال العقاب بالإمبراطور تيودور ولكنها ستحاول اقتطاع منطقة من أثيوبيا على الأقل واحتلالها بل اشيع أن إنجلترا تطمع في الاستيلاء على جزيرة مصوع واحتلال مصر نفسها بعد هزيمة أثيوبيا.
ولقد أثارت هذه الشائعات مخاوف حكومة مصر التي لم تجهر بها. وقد رأت الحكومة الإنجليزية ضرورة تكذيب هذه الشائعات في تبديد مخاوف مصر، فأمر قنصلها في القاهرة أن يؤكد للخديوي أن القوات الإنجليزية سوف تغادر أثيوبيها بعد إطلاق سراح الأسرى وأنها لا تنوي غزو هذه المنطقة من البحر الأحمر. ومع ذلك فقد أعرب الخديوي لحكومة لندن رغبته في التوسط بينها وبين تيودوير. فوافقت بريطانيا على اقتراحه، وبالفعل بعث الخديوي برسالة إلى تيودور، حثه فيها على إطلاق سراح الأسرى حتى يتجنب الحرب مع بريطانيا ويجنب بلاده ويلاتها. وعرض عليه في حالة موافقته على إطلاق سراح أسراه أن يرسلهم إلى مصوع أن إلى آخر حدود مملكته ويخبره ويخبر إنجلترا حتى توقف تقدم جنودها في أثيوبيا. وحذره من تمسكه باحتجاز الأسرى سوف يدفعه – أي الخديوي إسماعيل – إلى أن يسمح للقوات البريطانية بالمرور في أملاكه إليه وان كان هذا لا يبغيه ولكنه سيضطره إزاء تمسكه إلى أن يفعل هذا ودعاه إن يسمع صوت العقل ويعمل بنصيحته. وقد حمل أحد رجال الدين الأقباط هذه الرسالة، ورسالتين أخرى تين من بطريرك الأقباط والأخرى من برطيرك الأرمن الأرثوذكس. وبالإضافة إلى هذه الرسائل أرسلت رسالة إلى عبد القادر باشا الذي عين مندوبا فوق العادة في مصوع بسبب ظروف الحملة الإنجليزية، جاء فيها بأنه في حالة الإفراج عن الأسرى يرحب بهم ويسلمهم إلى القنصل الإنجليزي، ويخبره في الحال، أما في حالة لم يفرج عنهم، فيعمل على توصيل القس القبطي حامل هذه الرسائل إلى الحدود، على أن تيودور لم يهتم بهذه الرسائل واستمر في سجنه لهولاء الأسرى.
وبالرغم من تأكديات الحكومة البريطانية بقصر هدف الحملة على إطلاق سراح الأسرى، فإن الخديوي احتاط لذلك، فسعى عند الباب العالي لاحضار قواته المشتركة في اخماد ثورة كريت، وارسلها إلى الحدود الإثيوبية حتى تكون مستعدة لما قد تتطور إليه الأمور في هذه المنطقة. وبعد ما فعل إسماعيل هذا لم يجد أمامه شيئا سوى أن يقدم معاونته للحملة البريطانية التي قررت إنجلترا إلرسالها وعينت سير روبرت نابيير قائدا علهيا.
وحصلت الحكومة البريطانية في أغسطس سنة 1867 على موافقة الباب العالي بمرور القوات البريطانية بمصر والنزول في ميناء زولا بالقرب من مصوع على شائط البحر الأحمر الأفريقي. كما وافق على منح كل مساعدة ممكنة للحملة الإنجليزية كذلك حصلت بريطانيا على موافقة إسماعيل على مرور القوات الإنجليزية بمصر، ورحب بتقديم كل مساعدة ممكنة لها فمدها بالدواب، والمواد التموينية مما ساعد على نجاح الحملة في مهمتها، كما صرح لها بأن تنشئ خطاتلغرافيا بين مصوع وسواكن، وأمر حكمدار السودان بتقديم كافة التسهيلات اللازمة لهم وعين حكمدار السودان مشرفا عاما على هذه المنطقة حتى يضمن سرعة حصول الحملة الإنجليزية على ما تحتاجه لنجاح مهمتها. ولم يكتف إسماعيل بذلك بل عين عبد القادر باشا مندوبا فوق العادة وحدد مقر اقامته في مصوع واخضع له كل السلطان العسكرية في هذه المنطقة وذلك لتسهيل مهمة الحملة الإنجليزية في إطلاق سراح الأسرى.
وبالرغم من هذه المساعدات التي قدمتها مصر للحملة الإنجليزية، فإن إسماعيل باشا لم يستفد منها شئيا، كما أن انتحار تيودور لم يفد مصر أيضا إذ أن الحملة الإنجليزية اختارت قبل رحيلها من أثيوبيا رجلا متعصبا آخر يتلاءم في الواقع مع السياسة الإنجليزية في المنطقة ولا يقل تعصبا عن تيودور، إذ كان هو الآخر يرغب في طرد المصريين من كل السودان ومن ساحل البحر الأحمر الأفريقي، فتركت له كمية ضخمة من السلاح والذخيرة. وأحد العسكريين الكبار في الحملة وهو الجنرال كيركهام Kirkham في خدمته لتدريب جيشه، وكان الدافع إلى ذلك هو الخوف من التقدم المصري واحتمال الاعتداء على أثيوبيا إذ كانت في ذلك الوقت حملة صمويل بيكر إلى أعالي النيل وخوف الأثيوبيين منها. وما قد تمثله من تهديد لبلادهم. كما أن مصر لم تستفد من منشئات الحملة ومهماتها وأدواتها التي تركتها ف يميناء زولا، لأنه ثبت عدم صلاحية المدينة كمركز لمحافظة مصوع.
ومع ذلك فقد أوجدت هذه الحملة لمصر ظروفا استطاعت أن تؤكد أمام بريطانيا حقوق سيادتها على ساحل البحر الأحمر الأفريقي حتى باب المندب. بالإضافة إلى اتباع سياسة أكثر تحديدا واحكاما من السياسة التي كانت تتبعها من قبل في ساحل البحر الأحمر الغربي وفي السودان الشرقي، فقد اتجهت مصر إلى التوسع بضم أقاليم أخرى إلى سيادتها – وساعد على ذلك أن بريطانيا لم تعد تهتم كثيرا بأثيوبيا بعد أن أصيبت بخيبة أمل كبيرة في صنيعتها تيودور، كما أنها أرادت أن تحد من تدخلها في الشئون الإثيوبية. واكتفت بتدعيم كاسا الذي أختير كخليفة لتيودور. وتركت له خبيرا عسكريا مما جعله من أقوى الزعماء في البلاد. والدليل على ذلك أنها لم تحاول أن تمنع إسماعيل من شن الحرب على أثيوبيا كما كانت تفعل من قبل ولم يفهم إسماعيل هذه السياسة الجديدة وسرعان ما تورط في حروب مع أثيوبيا. انتهت بهزيمته وقضت على عهده في مصر واستقلالها بعد ذلك.

## علاقة مصر برؤوس أثيوبيا المتنافسين على عرش تيودور
نتج عن انتحار الإمبراطور تيودور، أن حلت بإثيوبيا الفوضى وصراع الرؤوس للوصول إلى العرش. وكان المتنافسين ثلاثة هم كاسا هيله درگه في تيگراي، وواجشوم في جوباز في أمهرة، ومنليك في شوا. وكان إسماعيل يتابع هذا الصراع ولكنه لم يتدخل فيه. والدليل على ذلك أنه استقبل وزيرا أرسله كاسا يصحبة القساوسة والرهبان، وتقبل هداياهم. ووافق على إرسال مطران إلى كاسا ليقوم بتتويجه. كما أرسل حكمدار السودان بطلب آخر أنباء الصراع مع أنه لم يكن يعرف أحدا منهم فكان يميز كاسا «الذي أرسل إليه مطرانا من مصر كما أنه لم يعلم بما قام به نابيير قائد الحملة الإنجليزية من ترك أسلحة كثيرة وخبير حرب» فلو كان يعلم لما سأل هل هو غالب أم مغلوب.
والواقع أن إسماعيل لم يكن له سياسة معينة ازاء رؤوس أثيوبيا المتنافسين فهو يستقبل مبعوثي كاسا، ومبعوثي منافسه جوباز ويرفض مساعدة كاسا عندما طلب منه ذلك عن طريق النايب محمد عبد الرحيم أمير مصوع وناظر سمهر. ويكتفي بتهنئة تكلا جورجيس عندما أرسل إليه يخبره بأنه أصبح ملكا على أثيوبيا، ويوافق في نفس الوقت تقريبا على سفر وفد مرسل قبل كاسا إلى ملكة إنجلترا ويكرمهم عند نزولهم في مصر ويقبل هداياهم المقدمة من كاسا إليه.
والسؤال الذي يطرح نفسه، لماذا لم يؤدي إسماعيل أحد من هؤلاء المتنافسين لكي يستغله فيما بعد لتحقيق أطماعه، تماما كما فعلت بريطانيا مع كاسا؟ والسبب في ذلك أنه لم يكن يعلم شيئا عن إثيوبيا سوى أن هناك رأسين من رؤوسها يتنازعان على العرش بعد موت تيودور، لأنه لو كان يعلم لأيد تكلا جورجيس ضد كاسا الذي دعمه نابيير بالأسلحة والعتاد الحربي. ولكانت النتيجة المنتظرة لذلك على أسوأ الفروض هي ازدياد الاضطرابات والصراع بينهما مما يضعهما معا، ولازداد بالتالي فترة الصراع بينهما مما يسهل لإسماعيل باشا الاستيلاء على البلاد أو على الأقل الأجزاء الشمالية من أثيوبيها المتاخمة لأملاكه في شرق السودان. أما إذا أراد أن يتخلى عن سياسة التوسع، ويحافظ على العلاقات الطيبة مع أثيوبيا فعليه أن يؤيد كاسا، وبذلك يكسبه إلى جانبه ويحافظ على سلامة وأمن حدوده. ولما حدث بعد ذلك حروب بينهما، على أن إسماعيل لم يكن لديه هذه الخلفية عن أثيوبيا في ذلك الوقت، أو عن هذه السياسة، واختار ان يبقى على الحياد بينهما على أمل أن يزيد من ضعف أثيوبيا مما يساعد على تحقيق توسعاته وأطماعه. وفي هذا أثبت إسماعيل قصر نظره إذ سرعان ما استطاع كاسا أن يهزم تكلا جورجيس بفضل الدعم العسكري الإنجليزي وينتبه إلى الخطر المصري الجاثم على حدوده، بل استغله كما سنرى في تدعيم حكمه وسيادته على كل أثيوبيا. وعلى آية حال لم تدم طويلا هذه العلاقات الطيبة الظاهرة بين مصر وأثيوبيا لأن إسماعيل كان يرغب في تدعيم سيادته على السودان الشرقي. ويتطلب ذلك ضم منطقة بوجوس الواقعة بين إقليم التاكة ومصوع إلى مصر. وقد تصادفت هذه الرغبة مع تطور الأحوال في المنطقة، ذلك أن بوجوس هذه أصبحت موطن الارسالية الكاثوليكية. وكان كاسا قد اتبع عدائية تجاهها، بسبب مساعدتها لجوباز منافسه، وحاول منزنجر قنصل فرنسا في مصوع أن يثني كاسا عن ذلك إلا أنه فشل ومن ثم فقد شجع الزعماء المناوئين لكاسا في طلب الحماية الفرنسية وذلك لخلق توزان مع موقف كاسا. وكان من بين هؤلاء ولدميكا بيل حاكم هماسين. الذي اتصل بنابليون الثالث امبراطور فرنسا وعين هنزنجر حاكما على كيرين وذلك لحماية المبشرين الكاثوليك ولما علم كاسا باتصالات ولدميكا بيل السرية وتصرفاته هذه عزله وسجنه في عدوة بضع سنوات.
وتصاعدت الأزمة بين الكاثوليك وكاسا عندما ثبت تواطؤهم في اثارة الثورة بين الزعماء الأثيوبيين واكتشاف رسالة من الأسقف توفيير في ممتلكات جوباز بعد هزيمته تذكر أنه إذا وافق على إعطاء المبشرين حرية العمل في إثيوبيا. فانهم سيمدونه بالمدافع والبنادق وكل ما يحتاجه من السلاح والذخيرة. وقد أدى ذلك إلى أن يرسل كاسا قواته إلى قرى بوجوس حيث حرقوا الكنائس والمنازل وبيوت المبشرين ونهبت القرى، فهرب المبشرين الكاثوليك. وكان لتصاعد هذا العداء بين كاسا والمبشرين، أن تقابل قنصل فرنسا في مصر مع الخديوي إسماعيل وطلب منه الوساطة في هذا الموضوع. وقد وعده الخديوي بذلك، وبأنه سوف يقنع البطريرك بأن يرسل تعليماته إلى مطرانه في أثيوبيا فيما يتعلق بهذه المسألة وإرسال قس مصري إلى كاسا لاقناعه بالكشف عن كل أعمال الاضطهاد وترك المبشرين الفرنسيين يواصلون أعمالهم. وقد وجد القنصل الفرنسي أن إسماعيل كان ميالا بشدة نحو البعثة الفرنسية. وكتب منزنجر إلى مصر بأن الكاثوليك يتطلعون إلى أن يصبحوا رعايا مصريين ويريدون الحماية والمساعدة المصرية.
ولقد أرسل الخديوي إلى كاسا برسالة مع أحد رجال الدين الأقباط، حثه فيها على التسامح الديني المذهبي وأوضح له أن هناك دولا قوية كاثوليكية قد تكرر مأساة تيودور مرة أخرى إذا ما استمر في سياسته العدائية هذه، وحذره من أن استمرار هذه السياسة قد يدفعهم إلى المجئ إلى الحدود المصرية، وعندما سيمد يد المساعدة لهم ويعطيهم أراضي يسكنون فيها مواساة لهم رغم مخالفتهم لديانته والتي تعتبر فرضا على كاسا لا عليه.
ويتضح من هذه الرسالة أن إسماعيل لم يعرف الدور العدائي الذي قام به هؤلاء المبشرون ضد كاسا، انما انساق وراء ميوله الفرنسية وأطماعه. وربما أرسل إسماعيل هذه الرسالة بهذه اللهجة، بداية لتدخله في هذا الإقليم تمهيدا لضمه وهو ما حدث فعلا.
وقد تسلم كاسا هذه الرسالة بعد احتفالات تتويجه امبراطورا على إثيوبيا في يناير سنة 1872 باسم يوحنا الرابع، واعتقد أنها مجرد أوامر صادة من حاكم إلى أحد أتباعه، وأنها رسالة تهديد إذ كان يطلب فيها إعادة بناء الكنائس وعودة وجودة الكاثوليك ورد أملاكهم ومعاملة المبشرين معاملة حسنة، ولذلك رفض يوحنا الرابع رسالة الخديوي، وبالتالي تأزم الموقف بين البلدين

## بوجوس وتصاعد العداء بين البلدين
بدأت ظهر بوجوس كعامل مؤثر في العلاقات بين البلدين، ومنذ أن تدخل إسماعيل إلى جانب الإرسالية الكاثوليكية ضد يوحنا الرابع، كما كانت لغارات ولد مراج الإثيوبي على بوجوس أثر كبير في تدهور العلاقات بين مصر وأثيوبيا، إذ طلب مشايخ هذه المنطقة الحماية المصرية. ووافق إسماعيل على طلبهم هذا وأمر منزنجر بتنفيذه. وكان الأخير قد استقال من وظيفته كقنصل لفرنسا في مصوع. والتحق بخدمة مصر في أبريل سنة 1871 وعينه الخديوي محافظا لمصوع. وفي أواخر يونيو سنة 1872 غادر منزنجر مصوع على رأس قوة مصرية متوجها إلى بلاد بوجوس وضمها إلى مصر، كما ضم ايليت أيضا الواقعة بين هماسين ومصوع.
حدث هذا في الوقت الذي كان يوحنا مشغولا بالقضاء على ثورة الجالا في الجنوب غير أنه عاد بسرعة إلى عاصمته عدوة وأرسل قوة حربية أثيوبية غلى حدود أثيوبيا الشمالية لحمايتها والواقع أن يوحنا لم يكن في حالة تسمح باعلان الحرب وذلك بسبب ثورة الجالا وخروج بعض الرؤوس عن طاعته بل والتجائهم إلى مثل هايلو ولد جورجيس وولد ميكائيل. لذلك لم يكن هناك من سبيل أمام يوحنا سوى أن يرسل مبعوثا من طرفه إلى الخديوي إسماعيل يدعي محمد ناصب الجبرتي في 31 يوليو سنة 1872 حاملا رسالة منه، يوضح له فيها أن بوجوس هي أرض أثيوبية منذ زمن بعيد تعين حكامها، وهاجم الذين يحاولون الإيقاع بين مصر وأثيوبيا. وأشار إلى أن الامبارطورية الأثيوبية كانت تضم المنطقة الساحلية وشكا من أعمال منزنجر التي قد تؤدي إلى افساد العلاقات بين البلدين، وطلب منه أن يسحب القوات المصرية من بوجوس كمقدمة لتحسين العلاقات، لكن إسماعيل احتجز هذا المبعوث الأثيوبي لمدة تقرب من عام، إذ ظل في مصر حتى أغسطس سنة 1873.
وفي نفس الوقت ارسل الإمبراطور يوحنا الرابع مستشاره العسكري كيركهام إلى بعض الدول الأوروبية (النمسا – روسيا – ألمانيا – فرنسا – بريطانيا) في نهاية شهر أغسطس سنة 1873 بهدف أن تقنع هذه الدول إسماعيل بالانسحاب من بوجوس ومساعدة أثيوبيا في الحصول على ميناء أمفيلا وسهول الملح، وكلاهما مؤثر في الأحوال الاقتصادية الأثيوبية 1698. غير أن الدول الأوروبية لم تهتم بهذا الموضوع. بل وقفت إلى جانب صمر. أما بريطانيا فكانت أقل اهتماما، إذ كان رد ملكتها على وزير خارجية حكومتها على الإمبراطور فيما يتعلق باعتداءات المصريين على بلاده، أن حكومة إسماعيل قد أخبرت بريطانيا أنه ليس في نيته ضم أي جزء من أراضي إثيوبيا في المستقبل، ولذلك فالملكة ووزير خارجيتها يعتقدان أن مخاوف يوحنا غير ذات موضوع. وكانت إنجلترا منذ أن حدثت الاعتداءات في بوجوس، قد أرسلت مستر ستانتون لكي يستطلع الأمور والتطورات التي حدثت بهذه المنطقة، وقد أخبره الخديوي بأنها ليست صراعا على الحدود لأن يوحنا غزا منطقة كانت تنتمي إلى إقليم التاكة منذ أن غزا محمد علي السودان، ولا أساس لما يطالب به يوحنا بممتلكات على الساحل لأنه خاضع كله – من السويس إلى بربرة – للسيطرة المصرية. وأن إنجلترا نفسها استأذنت الباب العالي عندما أرسلت حملتها في عهد تيودور لكي يسمح لها بالمرور عبر أراضيها إلى أثيوبيا. وأوضح له أنه إذا كان يوحنا لا يعترف بسلطة البابالعالي فان الخديوي قد يضطر إلى الحرب مع أثيوبيا لينتقم من الاعتداءات التي تقع على أقاليمه وإذا لم يتراجع خلال ثلاثة أشهر عن كل الأراضي والممتلكات التي استولى عليها، ودفع تعويضات إلى من تضرروا، فإنه سوف يحتل بوجوس. وعندما علم جرانفيل بهذا القرار الخطير، أمر ستانتون بأن يخبر الخديوي أن هذا العمل المقترح ضد أثيوبيا سوف يعتبر أمرا مرضي عنه من جانب بريطانيا، وحث الخديوي على تلمس حل وسط لصراع الحدود هذا كذلك أمر جرانفيل سفيره في القسطنطينة بالتوصية بأن يحاول حث الباب العالي على إصدار الأوامر بوقف مشروع الخديوي إسماعيل الحربي هذا، حتى يبحث عن حل منصف لهذه المشكلة.
على أن إسماعيل أرسل مذكرة إلى الباب العالي شرح فيها أسباب فتحه لمنطقة بوجوس وذلك ليقدم الحماية الواجبة لأتباع السلطان في هذه المنطقة وأوضح أنه ليس للحكومة المصرية الحق في أن تضع شرعية خضوع هذه المنطقة للدولة العثمانية في وضع يسمح بقبول حل وسط من أية قوة أجنبية أخرى ة. وهكذا أستطاع إسماعيل أن يقرن المصالح المصرية بالمصالح العثمانية وفي أنه يحافظ على أملاكها. وأوضح أن قواته لن تتخطى الحدود الأثيوبية وأن مصر ليست لها أطماع توسعية فيها وأنه يبغي تنشيط التجارة والزراعة بين البلدين.
كما قابل الخديوي أخيرا المندوب الإثيوبية وذلك بعد أن توسط القنصل الإنجليزي في اتمام هذه المقابلة. وذكر الخديوي للمندوب الإثيوبي أنه إذا أراد يوحنا إعادة العلاقات الطيبة بين البلدين فان إسماعيل مستعد لذلك ولعقد اتفاق تجاري يعتلق بالضرائب الجمركية. وقد سرت بريطانيا من هذا التقدم الواضح نحو علاقات ودية بين مصر وإثيوبيا. وكتب جرانفيل إلى يوحنا بأنه قد يتسلم مفاتحة من الخديوي لبدء علاقات طيبة معه. أما فيما يتعلق بمسألة رغبة الأثيوبيين في ميناء على البحر الأحمر فقد ذكر جرانفيل أنه من المستحيل على الحكومة البريطانية أن تتدخل في هذا الأمر. وهكذا استطاع إسماعيل أن يهدئ من الموقف العالمي ضده وأن يقنع بريطانيا بأنه لا ينوي الاعتداء على أثيوبيا. كما وضع عدم اهتمام بريطانيا بتطور الأحداث بين مصر وإثيوبيا. وربما كان سبب هذه اللامبالاة من جانبها معرفتها تماما بأن النتيجة هي وقوع الحرب بين الدولتين وتورط إسماعيل في مشاكل مالية.
وبعد أن تم احتلال بوجوس، أراد إسماعيل أن يؤكد ضمها بتحديد الحدود بين مصر وإثيوبيا وذلك بالطرق السلمية، فاستدعى منزنجر من مصوع لأخذ رايه في هذا الموضوع، واتفق على إجراء مفاوضات في هذا الشأن مع الامبارطور يوحنا إلا أن هذه المفاوضات لم تسفر عن شيء بسبب اشنغال يوحنا بمقابلة الرؤوس الخارجة على حكمة. وكذلك لأ، كيركهام أرسل إليه من أوروبا يقول له بأن بعض الدول الأوروبية ستؤيده. كما شاع في مصوع أنه سيجد معاونة من بعض الجهات وساعد على تعديم هذه الشائعة زيارة وكيل قنصل فرنسا في مصوع له وايهامه إياه بأن فرنسا تؤيده بالرغم من موقفه تجاه المبشرين الكاثوليك.
لذلك فقد صرف يوحنا النظر عن التفاوض مع منزنجر. ودفع بمجموعة كبيرة من الخيالة والمشاة المسلحة إلى الهجوم على ايماسا السودانية الواقعة على بعد يوم من كوفيت المركز العسكري، فقتلوا عددا من الأهالي ومن ضباط هذه المنطقة وأسروا عددا من النساء والأطفال وسرقوا الماشية. وتكررت الغارات الإثيوبية على القرى السودانية، مما أدى إلى وقوع اصطادمات بين القوات المسلحة المصرية والقوات الإثيوبية، وبالتالي إلى ازدياد التوتر بين مصر وإثيوبيا.
وازاء ذلك عين إسماعيل منزنجر، في فبراير سنة 1873، مديرا لعموم شرقي السودان ومحافظا لسواحل البحر الأحمر من سواكن إلى رهيطة، بما في ذلك إقليمي بوجوس والتاكة، كما ارسل في أبريل سنة 1873 امدادات حربية وعسكرية غلى مصوع لتعديم القوة المصرية العسكرية في هذه المنطقة. وكان الهدف من ذلك توحيد هذه المناطق تحت قوة وسلطة واحدة، لكي تستطيع مواجهة الغارات الإثيوبية والرد عليها. وأوضح أن إسماعيل آلى على نفسه تأديب يوحنا على ما يرتكبه من أعمال عدائية ضد مصر، وهكذا أصبح الصلح والسلام بعيدا عن البلدين. والواقع أن منزنجر لم يكن يعمل على استقرار الأمر بين البلدين، وذلك بسبب عدائه الشخصي ليوحنا واستغلاله طبيعة إسماعيل الطموحة التوسعية. فزين له احتلال هماسين زيادة على بوجوس، مما زاد من توتر العلاقات بين البلدين وتصعيدها.
كان هذا موقف مصر ازاء أثيوبيا، أما موقف الأخيرة فقد بلوره يوحنا الرابع برفضه الاستجابة للرغبة في السلام الذي عرضها عليه إسماعيل في رسالته بشرط رد الماشية والأسرى. فبعد ثمانية أشهر من رسالة إسماعيل، بعث يوحنا إلى الخديوي برسالة برفض فيها مطالبه وتمسك بالمناطق التي استولى عليها إسماعيل (بوجوس-ايليت)، وذكر أنها أقاليم إثيوبية، كما أدعى بملكية إثيوبيا لمواني ساحل البحر الأفريقي. وقد عدد إسماعيل باحتلال هماسين حتى يتمكن من إطلاق سراح الأسرى والتعويض اللازم للأهالي نتيجة للخسائر التي تكبدوها من جراء الغارات الإثيوبية. وبذلك وضح أن تحقيق السلام بينهما أصبح مستحيلا. فبالإضافة إلى توتر العلاقات كان احتلال مصر لبوجوس قد وضع في يدها معبرا سهلا لشمال إثيوبيا. إذ كانت كيرين قاعدة صالحة للهجوم على إقليم هماسين الخصب، وجهات إثيوبيا الشمالية. كما أن سكان إقليم هماسين ارسلوا إلى منزنجر أثناء فتح بوجوس يبدون له رغبتهم في الدخول إلى الحكم المصري وبالطبع كا موقف يوحنا ازاء هذا هو موقف الغاضب، وقرر أن يحارب المصريين حتى النهاية. وذلك بالرغم من فشل رحلة كيركهام إلى أوروبا ورفضها مساندته بطريقة عملية فعالة، ورسالة ملكة بريطانيا التي ظهر منها أنها بجانب إسماعيل ضمنا.
والواقع أننا لو نظرنا إلى كل من الطرفين نجد أن كليهما مسئول عن تدهور الأمور بينهما. وذلك لأن إسماعيل، بالرغم من أن هناك من يقول أنه كان يريد السلام مع أثيوبيا، كان بتوسعه في شمال إثيوبيا وغربها لا يوحي بذلك، بل اتخذ ذلك وسيلة لتحقيق طموحه وأحلامه، كما أن يوحنا لم يسع من أجل السلام بين البلدين كما حاول البعض ان يصوره، لأن خلفيته الدينية التعصبية التي تعد استمرار لسياسة تيودور السابقة، ومحاولة كل منهما القضاء على المصريين والأتراك، كل ذلك جعل السلام بين البلدين مستحيلا، ولذلك فالسنوات التالية قد شهدت قمة تدهور العلاقات السياسية بين البلدين وأدت في النهاية إلى حرب بينهما.

## مصر تقرر الحرب
ازاء هذا رأى محافظ مصوع أراكيل بك، أنه أصبح على مصر حماية رعاياها من الغارات الإثيوبية، وحفظ ماكنتها وهيبتها في السودان، كما أن الخديوي إسماعيل لم يجد بدا ازاء تهديدات واستفزازات يوحنا من تأديبه. واستقر الأمر على إرسال حملتين في وقت واحد، أحداهما بقيادة منزنجر وتزحف على إقليم عيسى الواقع بين إثيوبيا والممتلكات لامصرية عند تاجورة على ساحل الصومال في الجنوب واحتلال اوسا التي يحكمها شيخ مستقل وتوقيع معاهدة مع منليك ملك شوا. وكان منليك قد أعاد اتصاله مع مصر، ويبدو أنه كان هناك شبه اتفاق على أن تقوم مصر بتمهيد وفتح طريق بين مصر وأثيوبيا عن طريق البحر الأحمر إلى شوا مباشرة بعيدا عن شمال أثيوبيا وأسندت إلى منزنجر مهمة فتح هذا الطريق، ولكن هذه المهمة تأجلت بسبب توتر العلاقات مع يوحنا وتصاعد الغارت الأثيوبية على الحدود المصرية. غير ان ازدياد هذه الغارات وتوتر العلاقات أدى إلى إرسال حملة أرندروب، وصدرت الأوامر إلى منزنجر بالقيام فورا بفتح الطريق بين الساحل وشوا عن طريق التدهور قررت مصر أن تمد منليك بشحنة من الأسلحة وذلك كمساهمة من مصر لكي يؤيدمنليك حملة منزنجر، ومناوئه يوحنا.

## وصول القوات المصرية لمنطقة القرن الأفريقي
في ديسمبر 1874 قام منزينجر باشا النمـساوي بقيادة فرقة من الجيش المصري (1200 جندي) التي تقدمت من كسلا عبر إقليم الدناقل إلى كيرين داخل إثيوبيا. وما أن اعترضت إثيوبيا حتي انسحبت الفرقة المصرية تاركة خلفها حامية صغيرة لحماية الكنيسة الكاثوليكية بالبلدة.
كولونل آرندوب من القادة الكونفدراليين المدحورين في الحرب الأهلية الأمريكية التي وضعت أوزارها قبل تسع سنوات. عين الإمبراطور يوحنا الرابع الكولونل جون كيركهام من بريطانيا قائدا للقوات الإثيوبية المقاتلة للجيش المصري.

## كمين عدوة
كمين عدوة، هو كمين سقطت فيه القوات المصرية بقيادة منزينجر باشا بالقرب من عدوة في 7 نوفمبر 1875، حيث وصلت أنباء للإثيوبيين عن تقدم 2000 من المصريين بقيادة منزينگـر من كسلا عبر أگوردات وميريب بإقليم الدنـاقـل (بإريتريا المعاصـرة). تلك القوة سقطت في كمين بالقرب من «عدوة» أعده رجال القبائل الدنقـلاويون الذين أبادوا القوة المصرية عن بكرة أبيها بما فيها مـِنْزنْجـر.

## معركة جوندت
```
إريتريا
 المعاصـرة
```

في 7 نوفمبر 1875 وصلت أنباء للإثيوبيين عن تقدم 2000 من المصريين بقيادة منزينجـر من كسلا عبر أجوردات وميريب بإقليم الدنـاقـل (بإريتريا المعاصـرة). تلك القوة سقطت في كمين بالقرب من «عدوة» أعده رجال القبائل الدنقـلاويون الذين أبادوا القوة المصرية عن بكرة أبيها بما فيها مـنزينجـر.
في 14 نوفمبر 1875 تقدم الجيش المصري بقيادة آرندوب مؤلفا من 3000 من المشاة المسلحين ببنادق رمنجتون و 12 مدفع جبلي وتحت قيادة العديد من الضباط الأوروبيين والأمريكان (الكونفدراليين) إلى جوندت في طريقه إلى عدوة حيث هاجمه الجيش الإثيوبي بقيادة الإمبراطور يوحنس الرابع من المقدمة. قامت فرقة إثيوبية أخرى بقيادة الراس شلاقة علولة بالانفضال لمواجهة الكتيبة المصرية المتقدمة من قلعة أدي ثم التفت تحت جنح الليل من فوق الجبل حول مؤخرة الجيش المصري الرئيسي المتمركز بالوادي السحيق مما أدي إلى سقوط الجيش المصري بين طرفي كماشة - الأمر الذي أدى في صباح 15 نوفمبر إلى مذبحة للقوات المصرية لم ينج منها سوى نحو 300 جندي انسحبوا إلى مصوع تحت قيادة العميد الأمريكي دورنـهولتز ورؤوف بك.
قتلى الجيش المصري كان بينهم آرندوب وأراكل نوبار (ابن أخي رئيس الوزراء المصري نوبار باشا) والكونت زيشي ورستم بك. قتلى الإثيوبيين بلغوا 500 في ذلك اليوم.
غنم الإثيوبيون 2200 بندقية و 16 مدفع - اثنان من تلك المدافع ما زالا يزينان الساحة الكبرى لمدينة أكـسوم العاصـمة التـاريخية للحـبشـة وعرق الأمـهـرة.
إثيوبيا المعاصـرة أطـلقت اسـم جوندت على أسـمى وسـام عسـكري لديها.

## معركة جورا
في 6 نوفمبر 1876 رضخ راتب باشا لرأي ويليام لورنج باشا (أمريكي كونفدرالي)
في 10 مارس 1876 قام راشد باشا وعثمان بك نجيب على رأس قوة خاصة من 5000 جندي بالهجوم على القوات الإثيوبية إلا أنها اندحرت وقتـل قائـداها.
بعدما انسحب الإثيوبيين قاموا بقتل 600 أسير مصري بدم بارد من بينهم الدكتور محمد علي باشا ونجيب بك محمد.

## أثـر الحـملة على العلاقـات بين مصـر والحـبشـة
النيل الأزرق يسـهم ب 60 - 70% من مياه الفيـضان الواصـلة إلي نهر النيل مصر.
الكنيسة القـبطية
تراث من الحـساسـية بين الشعبين: قـصـة سيف بن ذي يزن في التراث المصري وقصة هايلا مكايل في التراث الإثيوبي.